# 苦木科
苦木科為植物界之一植物科。該植物於植物分類表上，歸於被子植物門（Angiospermae）雙子葉植物綱（Magnoliopsida）無患子目（Sapindales）。
本科共有十几属约100种，主要分布在热带和亚热带地区，也有生长在温带的种类，以热带美洲和非洲西部种类最多，中国有3属约10种，主要分布在长江以南，但最重要的树种—臭椿可以生长在北方直到东北南部。
本科植物一般为乔木或灌木，树皮极苦。羽状复叶互生，稀对生；花小，单性，雌雄异株或杂性，稀为两性，花瓣3～5；果实为核果、蒴果或翅果。
对本科植物的分类一直有许多争议，1998年根据基因亲缘关系分类的APG 分类法将其中传统属于本科的许多属分出为其他科，如海人树科等。